# دولت‌آباد (زواره)
دولت‌آباد یک روستا در ایران است که در استان اصفهان واقع شده‌است.